# Zucchero

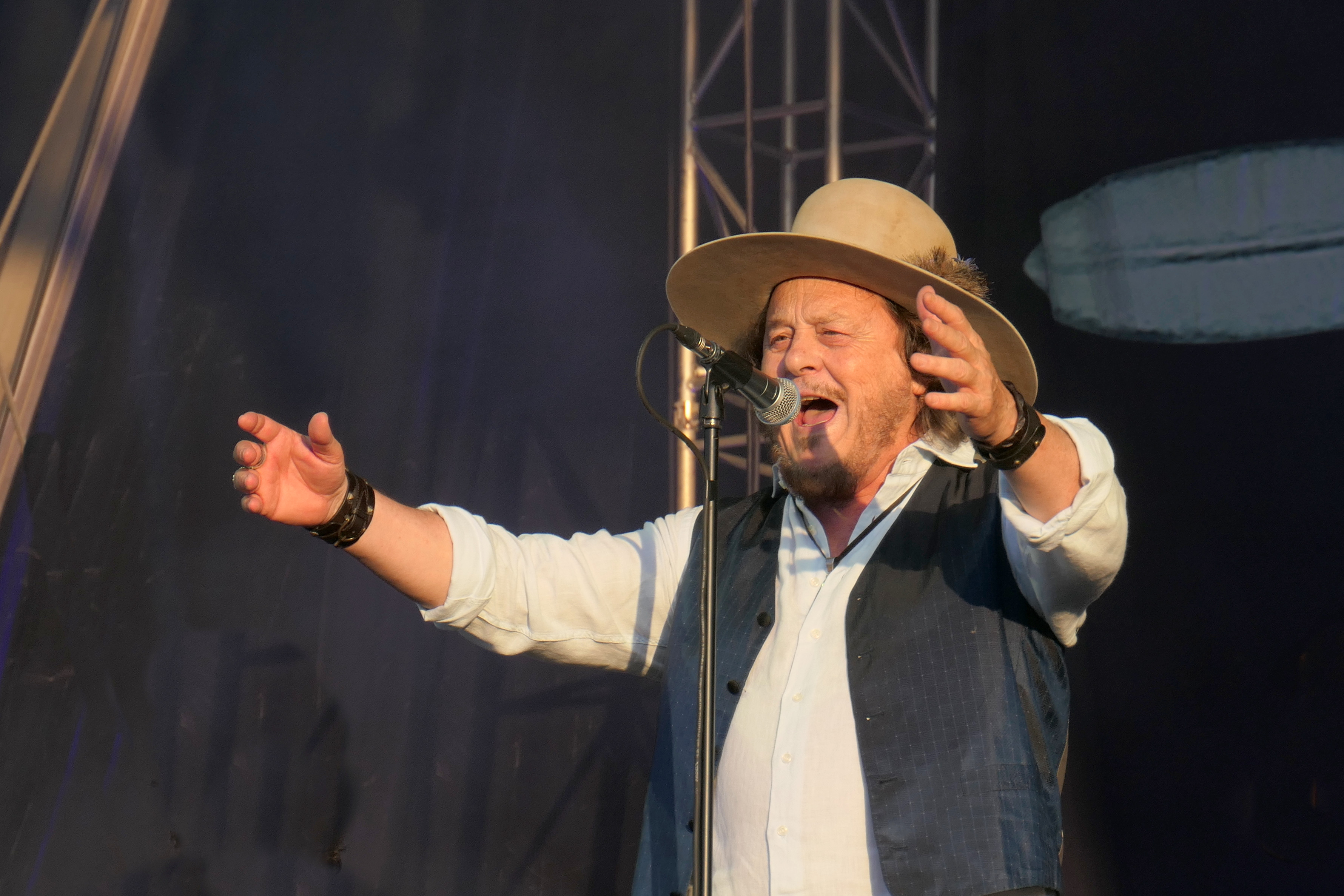
Zucchero bei der World Wild Tour 2023 in Konstanz

Zucchero ([ˈdzukkero]; * 25. September 1955 in Roncocesi bei Reggio nell’Emilia als Adelmo Fornaciari), auch bekannt als Zucchero Sugar Fornaciari, ist ein italienischer Sänger, Multiinstrumentalist und Songwriter. Seine Musik, die er auf Italienisch und Englisch vorträgt, ist von Gospel, Blues und Rockmusik inspiriert. Er gilt als „Vater des italienischen Blues“. Sein Künstlername, das italienische Wort für Zucker, geht auf die Bezeichnung durch eine Grundschullehrerin zurück. In Italien stand er insgesamt 13-mal an der Spitze der Albumcharts. Für seine Verdienste wurde er 2006 mit dem Verdienstorden der Italienischen Republik (Komtur) ausgezeichnet.

## Leben
Fornaciari begann seine musikalische Tätigkeit 1970 mit der Band Le Nuove Luci, mit der er bis 1978 in Lokalen auftrat. Weitere Formationen, in denen er tätig war, waren Sugar & Daniel und Sugar & Candies. 1981 gewann der Sänger mit dem Lied Canto te das Festival von Castrocaro; im Jahr darauf präsentierte er Una notte che vola via beim Sanremo-Festival 1982. Schon 1983 kehrte er mit Nuvola nach Sanremo zurück und veröffentlichte im Anschluss sein Debütalbum Un po’ di Zucchero. Der erhoffte Erfolg stellte sich nicht ein, weshalb Zucchero 1985 mit stärkerem Rhythm-and-Blues-Einfluss und Unterstützung durch die Randy Jackson Band ein weiteres Lied beim Sanremo-Festival präsentierte: Donne. Trotz des schlechten Abschneidens im Wettbewerb brachte es Zucchero einen ersten Verkaufserfolg. Im Anschluss erschien das Album Zucchero & The Randy Jackson Band.
Erst das dritte Album des Musikers, Rispetto, brachte ihm eine Chartplatzierung ein. Die vorangegangene Teilnahme am Sanremo-Festival 1986 mit Canzone triste war allerdings ein erneuter Misserfolg. Der endgültige Durchbruch kam 1987 mit dem vierten Album Blue’s: Dieses erreichte erstmals die Chartspitze und wurde im Festivalbar-Wettbewerb als Album des Jahres ausgezeichnet. Bekannteste Single daraus war Senza una donna. Nach einem kurzen Abstecher in den Filmbereich 1988 mit dem Soundtrack für Tinto Brass’ Film Snack Bar Budapest legte Zucchero 1989 ein weiteres Album vor, Oro incenso & birra, das den Erfolg des Vorgängers noch einmal übertreffen konnte und sich ganze 20 Wochen an der Spitze der Albumcharts hielt. Dem folgte eine ausgedehnte Tournee. Außerdem schloss Zucchero sich mit den Musikerkollegen Dodi Battaglia, Maurizio Vandelli, Fio Zanotti, Michele Torpedine und Umbi Maggi zur kurzlebigen Gruppe Adelmo e i suoi Sorapis zusammen, die 1993 das Album Walzer d’un Blues veröffentlichte.
Aus zwei Konzerten, die Zucchero 1990 im Moskauer Kreml gab, ging das Livealbum Live at the Kremlin hervor. 1991 nahm er zusammen mit Paul Young eine neue Version von Senza una donna auf, die das Lied zu seinem international bekanntesten Hit werden ließ. Im Jahr darauf war Zucchero der einzige italienische Sänger, der beim Freddie Mercury Tribute Concert auftrat; er sang das Lied Las palabras de amor. Damit begann auch die musikalische Zusammenarbeit und Freundschaft mit den Queen-Mitgliedern Brian May und Roger Taylor. Zuccheros sechstes Studioalbum Miserere erschien 1992 und konnte an die Erfolge anknüpfen; den Titelsong nahm der Musiker mit Luciano Pavarotti auf, mit dem er daraufhin bei der ersten Ausgabe der Pavarotti-&-Friends-Konzertreihe auftrat.
Bei den World Music Awards 1993 wurde Zucchero als erfolgreichster italienischer Interpret ausgezeichnet, 1994 war er beim Konzert von Woodstock II der einzige Teilnehmer aus Italien. Es folgte das Album Spirito DiVino, 1996 erschien dann Zuccheros erstes Best Of. Auf Einladung von Sting trat Zucchero 1997 bei einem Benefiz-Konzert in der Carnegie Hall zugunsten der Rainforest Foundation auf, wo er eine eigene Version der populären Verdi-Arie Va, pensiero vortrug. Diese bescherte ihm große Erfolge in den Singlecharts, was Zucchero in Italien mit Blu, der ersten Single aus dem nächsten Studioalbum Bluesugar wiederholen konnte, die nur knapp die Chartspitze verfehlte. Mit Baila (Sexy Thing) gelang dem Musiker 2001 der erste Nummer-eins-Hit, dem das Album Shake folgte.
Mit Zu & Co. präsentierte Zucchero 2004 im Rahmen eines Konzerts in der Royal Albert Hall ein Album, auf dem er neue und alte Songs im Duett mit internationalen Stars wie Sting, Miles Davis, Dolores O’Riordan, Vanessa Carlton, Maná oder Macy Gray sang; es erreichte neben Italien auch in Österreich und der Schweiz die Chartspitze. Die Single Il grande Baboomba (mit Mousse T.) wurde in Italien ein Sommerhit und gewann den Festivalbar-Wettbewerb. Im Rahmen der weltweiten Live-8-Benefizkonzerte am 2. Juli 2005 trat Zucchero sowohl in Rom als auch in Paris auf. Das nächste Studioalbum Fly wurde von Don Was produziert und erschien 2006. Im Anschluss an die folgende Welttournee veröffentlichte der Musiker außerdem 2007 das Best of All the Best und 2008 das Livealbum Live in Italy.

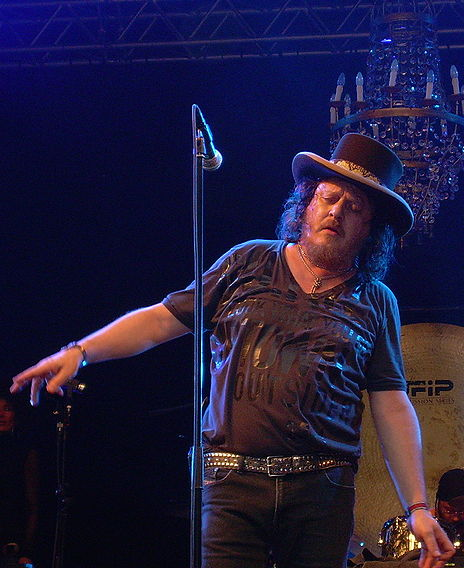
Zucchero, 2007

Als 2009 Zuccheros Tochter Irene Fornaciari erstmals am Sanremo-Festival teilnahm, belebte Zucchero mit Dodi Battaglia, Maurizio Vandelli und Fio Zanotti noch einmal Adelmo e i suoi Sorapis und trat zusammen mit Irene in Sanremo auf. 2010 erschien das nächste Studioalbum Chocabeck, 2011 veröffentlichte der Musiker hingegen seine Autobiographie Il suono della domenica. Es folgte 2012 La sesión cubana, ein in Havanna aufgenommenes Album, auf dem der Musiker eigene Songs in neuer Bearbeitung sowie Cover und wenige neue Lieder präsentierte; als erste Single wurde eine italienische Version des Klassikers Guantanamera veröffentlicht. Das während der folgenden Welttournee in Kuba aufgenommene Konzert fand 2013 Eingang in das Album Una rosa blanca. Im Jahr 2015 beteiligte sich Zucchero am Solidaritätskonzert Voices for Refugees in Wien.
2016 erschien das Album Black Cat. Darauf enthalten ist u. a. das von Bono geschriebene Lied Streets of Surrender (S.O.S.), das die Terroranschläge von Paris sowie die Flüchtlingskrise thematisiert; Zucchero nahm es zusammen mit Mark Knopfler auf.
2019 erschien das Album D.O.C., das im Dezember 2020 mit einer Deluxe-Version ergänzt wurde. Die Welttournee 2019/2020 musste aufgrund der Coronakrise abgebrochen werden und wurde von Juli bis Oktober 2021 fortgesetzt.
Ende 2021 erschien das lange angekündigte Cover-Album Discover, auf dem Zucchero jene Lieder (meist auf Italienisch) covert, die ihn ausmachen, wie er im Heft zur CD schreibt. Dazu habe er aus einer Liste von über 500 Songs die passendsten 13 (beziehungsweise in der Deluxe-Edition 18) ausgewählt. Darunter sind ein Lied von Bono, bei dem dieser auch mitsingt, und eines von Michael Stipe. Neben Wicked Game von Chris Isaak, vermutlich das bekannteste Lied auf der Platte, findet man auch einen Song, den Roger Waters ursprünglich mit Ennio Morricone geschrieben hat.
Zucchero ist seit 1991 mit der Schweizerin Francesca Mozer (* 1968) liiert. Gemeinsam haben sie einen Sohn. Zudem hat er zwei weitere Kinder aus einer anderen Beziehung.

## Diskografie
Studioalben

| Jahr | Titel Musiklabel                                              | Höchstplatzierung, Gesamtwochen, AuszeichnungChartplatzierungen (Jahr, Titel, Musiklabel, Platzierungen, Wochen, Auszeichnungen, Anmerkungen) | Höchstplatzierung, Gesamtwochen, AuszeichnungChartplatzierungen (Jahr, Titel, Musiklabel, Platzierungen, Wochen, Auszeichnungen, Anmerkungen) | Höchstplatzierung, Gesamtwochen, AuszeichnungChartplatzierungen (Jahr, Titel, Musiklabel, Platzierungen, Wochen, Auszeichnungen, Anmerkungen) | Höchstplatzierung, Gesamtwochen, AuszeichnungChartplatzierungen (Jahr, Titel, Musiklabel, Platzierungen, Wochen, Auszeichnungen, Anmerkungen) | Höchstplatzierung, Gesamtwochen, AuszeichnungChartplatzierungen (Jahr, Titel, Musiklabel, Platzierungen, Wochen, Auszeichnungen, Anmerkungen) | Anmerkungen                                                            | [↑]: gemeinsam behandelt mit vorhergehendem Eintrag; [←]: in beiden Charts platziert |
| Jahr | Titel Musiklabel                                              | IT | DE | AT | CH | UK | Anmerkungen                                                            |                                                                                      |
| ---- | ------------------------------------------------------------- | --- | --- | --- | --- | --- | ---------------------------------------------------------------------- | ------------------------------------------------------------------------------------ |
| 1983 | Un po’ di Zucchero Polydor                                    | — | — | — | — | — | Erstveröffentlichung: 1983                                             |                                                                                      |
| 1985 | Zucchero & The Randy Jackson Band Polydor                     | — | — | — | — | — | Erstveröffentlichung: 3. März 1985                                     |                                                                                      |
| 1986 | Rispetto Polydor                                              | IT7 Platin · (29 Wo.)IT | — | — | — | — | Erstveröffentlichung: 28. April 1986 Verkäufe: + 100.000               |                                                                                      |
| 1987 | Blue’s Polydor                                                | IT1 ×11Elffachgold (1988) + Gold (2023) · (39 Wo.)IT                                                                                          | — | — | CH18 Platin · (4 Wo.)CH | — | Erstveröffentlichung: 15. Juni 1987 Verkäufe: + 1.200.000              |                                                                                      |
| 1989 | Oro incenso & birra Polydor                                   | IT1 ×8Achtfachplatin (1996) + Platin (2025) · (… Wo.)IT                                                                                       | — | — | CH1 Platin · (22 Wo.)CH | — | Erstveröffentlichung: 13. Juni 1989 Verkäufe: + 8.000.000              |                                                                                      |
| 1992 | Miserere Polydor                                              | IT1 ×7Siebenfachplatin · (24 Wo.)IT | DE—DE | AT—AT | CH8 Platin · (10 Wo.)CH | UK—UK | Erstveröffentlichung: 1. Oktober 1992 Verkäufe: + 750.000              |                                                                                      |
| 1992 | Miserere (International Version) Polydor[IT: ↑][DE: ↑][AT: ↑] | IT1 ×7Siebenfachplatin · (24 Wo.)IT | DE—DE | AT—AT | CH9 (5 Wo.)CH[UK: ↑] | UK—UK | Erstveröffentlichung: 1992                                             |                                                                                      |
| 1993 | Walzer d’un Blues Mercury                                     | IT11 (8 Wo.)IT | — | — | — | — | Erstveröffentlichung: 1993                                             |                                                                                      |
| 1995 | Spirito DiVino Polydor                                        | IT1 ×10Zehnfachplatin · (72 Wo.)IT | DE17 (18 Wo.)DE | AT—AT | CH3 Platin · (38 Wo.)CH | UK—UK | Erstveröffentlichung: 27. März 1995 Verkäufe: + 1.375.000              |                                                                                      |
| 1995 | Spirito DiVino (edizione Natale) Polydor                      | IT22 (3 Wo.)IT[DE: ↑][AT: ↑][CH: ↑][UK: ↑] | DE17 (18 Wo.)DE | AT—AT | CH3 Platin · (38 Wo.)CH | UK—UK | Erstveröffentlichung: 1995 Weihnachtsedition                           |                                                                                      |
| 1998 | Bluesugar Polydor                                             | IT1 ×10Zehnfachplatin · (32 Wo.)IT | DE72 (3 Wo.)DE | AT14 (15 Wo.)AT | CH6 Platin · (20 Wo.)CH | — | Erstveröffentlichung: 5. November 1998 Verkäufe: + 1.050.000           |                                                                                      |
| 2001 | Shake Universal                                               | IT1 (69 Wo.)IT | DE25 (10 Wo.)DE | AT16 (9 Wo.)AT | CH1 ×3Dreifachplatin · (45 Wo.)CH | — | Erstveröffentlichung: 14. September 2001 Verkäufe: + 1.000.000         |                                                                                      |
| 2006 | Fly Polydor/Universal                                         | IT1 Gold (2024) · (61 Wo.)IT | DE23 (9 Wo.)DE | AT3 Gold · (29 Wo.)AT | CH1 Platin · (45 Wo.)CH | — | Erstveröffentlichung: 22. September 2006 Verkäufe: + 70.000            |                                                                                      |
| 2010 | Chocabeck Universal                                           | IT1 ×5Fünffachplatin · (89 Wo.)IT | DE16 (15 Wo.)DE | AT7 Gold · (23 Wo.)AT | CH2 Platin · (50 Wo.)CH | — | Erstveröffentlichung: 3. November 2010 Verkäufe: + 340.000             |                                                                                      |
| 2012 | La sesión cubana Universal                                    | IT1 ×3Dreifachplatin · (63 Wo.)IT | DE40 (5 Wo.)DE | AT1 Gold · (36 Wo.)AT | CH5 (37 Wo.)CH | — | Erstveröffentlichung: 20. November 2012 Verkäufe: + 190.000            |                                                                                      |
| 2016 | Black Cat Universal                                           | IT1 ×2Doppelplatin · (33 Wo.)IT | DE13 (11 Wo.)DE | AT2 Gold · (33 Wo.)AT | CH1 (40 Wo.)CH | — | Erstveröffentlichung: 29. April 2016 Verkäufe: + 107.500               |                                                                                      |
| 2019 | D.O.C. Universal                                              | IT2 Platin · (28 Wo.)IT | DE27 (5 Wo.)DE | AT6 (18 Wo.)AT | CH1 (51 Wo.)CH | — | Erstveröffentlichung: 8. November 2019 Verkäufe: + 50.000              |                                                                                      |
| 2021 | Discover Universal                                            | IT4 Gold (2011) · (13 Wo.)IT | DE51 (2 Wo.)DE | AT16 (5 Wo.)AT | CH10 (11 Wo.)CH | — | Erstveröffentlichung: 19. November 2021 Verkäufe: + 25.000; Coveralbum |                                                                                      |
| 2024 | Discover II Universal                                         | IT5 (7 Wo.)IT | DE68 (1 Wo.)DE | AT7 (4 Wo.)AT | CH4 (5 Wo.)CH | — | Erstveröffentlichung: 8. November 2024 Coveralbum                      |                                                                                      |

## Bibliographie
- Il suono della domenica. Mondadori, 2011, ISBN 978-88-04-61383-1.

## Auszeichnungen (Auswahl)
- 1997: RSH-Gold[19]
- 2008: Baloise Session Award - Lifetime Achievement Award
- 2011: DIVA – Deutscher Entertainment Preis